# Turism Felix
Turism Felix este o companie hotelieră din România.
Acționarul majoritar al companiei este SIF Transilvania (SIF3), cu o participație de 63,2%, iar SIF Oltenia (SIF5) deține 16,86% din acțiuni.
Titlurile companiei se tranzacționează la categoria a doua a Bursei de Valori București, sub simbolul TUFE.
Societatea este principalul jucător pe piața turismului balnear din România, deținând în 2008 o cotă de piață de 8,3% ca număr de turiști și ca înnoptări.
Cifra de afaceri:
- 2009: 52 milioane lei[1]
- 2008: 55,4 milioane lei[1]